# José Salvany y Lleopart
José Salvany y Lleopart (Cervera, España, hacia 1778 - Cochabamba, Bolivia, 21 de julio de 1810), que firmaba como Josef Salvani, fue un médico cirujano y militar español. Participó en La Real Expedición Filantrópica de la Vacuna (1803-1806), reinado de Carlos IV, para llevar la vacuna de la viruela a las posesiones españolas de ultramar (América y Filipinas).

## Biografía
Nacido en Cervera entre 1777 y 1778, estudia Gramática, Latín, Retórica, Poesía y Filosofía en Barcelona. El 15 de octubre de 1791 ingresa en el Real Colegio de Cirujanos de San Carlos en esa ciudad, donde permanece hasta 1796. Fue ayudante de los doctores cirujanos Boven y Capdevilla. Después de licenciarse en cirugía, ingresa en el ejército y sirve en el Tercer batallón del Regimiento de Irlanda y luego en el 5.º Batallón de Infantería de Navarra. Como cirujano militar acertaba en sus diagnósticos y en la exactitud de sus tratamientos, además de tener éxito en las operaciones que practicaba. Su débil salud le impidió seguir en estos cargos. Padecía crisis palúdicas y se tomaba temporadas de descanso y curas termales.
Opta a la cátedra de Anatomía de la Universidad de Huesca sin éxito. Después, a una plaza de cirujano en el Colegio de Cirugía de Barcelona con la acepta incorporarse a la Real Expedición Filantrópica de la Vacuna reclamado por Francisco Javier Balmis, quien le permite conservar su condición de militar. La misión tenía por objeto llevar la vacuna a las posesiones de ultramar, enseñar como producirla y organizar las juntas de vacunación (administración).
Como la vacuna no se conservaba más de doce días in vitro, se optó por la técnica del brazo a brazo; se inoculaba el virus mediante una pequeña incisión en niños entre 4 y 14 años, quienes desarrollaban pequeños síntomas de la enfermedad pero quedaban inmunizados y protegidos del virus más agresivo. De niño en niño, el virus para la vacuna llegó activo a América. Se escogieron 22 niños de orfanatos de Madrid (6), La Coruña (11) y Santiago de Compostela (5), quienes, como una cadena humana, proporcionarían el fluido para vacunar a miles de personas al otro lado del océano Atlántico y hasta el lado asiático del Pacífico. La ruta pasaría por Sudamérica, El Caribe y las Filipinas. Partieron de La Coruña el 30 de noviembre de 1803, en la corbeta María Pita.
En San Juan de Puerto Rico, Balmis se encontró y sorprendió cuando supo que el cirujano del Hospital Real, Francisco Oller Ferrer (1757-1831), natural de San Vicente dels Horts, Barcelona, que había introducido en la isla en 1792 la inoculación preventiva de la viruela, inició con linfa procedente de Santo Tomás (Saint Thomas, Islas Vírgenes, colonia inglesa, desde 1803) la vacunación y practicada la misma en 1557 personas.  Balmis, se encolerizó y tuvo un entredicho con el Gobernador Ramón de Castro que se negó a proporcionar un grupo nuevo de niños, para llevar el fluido. Esta situación aceleró su salida de San Juan de Puerto Rico el 12 de marzo, partiendo sin un número correcto de niños en dirección a Puerto Cabello en la Capitanía General de Venezuela, lo que hizo peligrar el conjunto de la comisión, ya que «llegó a verse en la mayor aflicción, al hallarse sobre una costa desconocida con sólo un niño con vacuna». En Puerto Cabello «vacunaron 28 niños hijos de los principales vecinos» para mantener la vigencia de la expedición. Desde Puerto Cabello Balmis siguió hasta Caracas por tierra y  Salvany al puerto de La Guaira por mar. En Venezuela la expedición se dividió.
Balmis con 22 niños salió de La Guaira para La Habana (el 8 de mayo de 1804). En esta ciudad, a la que llegó el 26 de mayo, encontró que, como en San Juan, ya había comenzado la vacunación llevada a cabo por el doctor Tomás Romay Chacón (1764-1849), a partir de tres niños vacunados en Puerto Rico el 1 de febrero de 1804. Partió Balmis para México con cuatro esclavos negros que tuvo que comprar, por no habérsele facilitado los niños expósitos que necesitaba y había solicitado (18 de junio de 1804). El 13 de julio se constituía la Junta de Vacunación de La Habana.
José Salvany, subdirector de la expedición, salió de La Guaira con tres ayudantes y cuatro niños que se transmitían la vacuna, hacia Cartagena (de Indias). Naufragaron en la boca del río Magdalena (noche del 13 de mayo de 1804) pero recibieron auxilios y consiguieron continuar el viaje. Llegaron a Cartagena de Indias el 24 de mayo en medio de un recibimiento apoteósico. Realizaron más de 2000 vacunaciones. Junto con los cirujanos Manuel Julián Grajales (1780-1855) y Rafael Lozano, y su ayudante el cirujano Basilio Bolaños, ascendieron por el río Magdalena hasta llegar a Santa Fe de Bogotá el 17 de diciembre de 1804. En Bogotá también hubo gran algarabía y entusiasmo. Realizaron más de 2000 vacunaciones, aparte de las muchas realizadas en su camino desde Cartagena a la capital del virreinato. De nuevo se dividió la expedición al salir rumbo al sur, para reunirse en Popayán el 27 de mayo de 1805.
Por entonces Salvany comenzó a manifestar signos tuberculosis pulmonar y vomitó sangre, pero al conocer que en la Audiencia de Quito se iniciaba una epidemia de viruelas, salió para dicha ciudad mientras que la otra parte de la expedición, con Grajales y Bolaños, iba para Guayaquil (24 de febrero de 1805), donde realizó más de 2000 vacunaciones. Grajales y Bolaños salieron para Tumbez y continuaron viaje a Chile. Salvany, Rafael Lozano y varios niños siguieron hasta Quito (16 de julio de 1805) y en breve tiempo vacunaron unas 7000 personas. De ahí a Loja y Piura, donde cayó enfermo. Entre Santa Fe de Bogotá y Piura había realizado 100.401 vacunaciones. Desde Piura, y tras superar las manifestaciones tumultuarias en el poblado de Chocope, pues los indígenas fueron inducidos a una revuelta contra la vacunación, alcanzan Trujillo (17 de enero de 1806), y luego Lambayeque (donde les robaron las cabalgaduras y las provisiones), para entrar en Lima (23 de mayo de 1806), donde encontraron que el doctor Pedro Belomo (1735-1809), cirujano naval, había comenzado la vacunación con linfa vacuna, traída de Buenos Aires en 1805.
El 1 de octubre de 1806 informa al rey que había vacunado hasta entonces 22.726 personas en Lima. Tras recibir de la Universidad de San Marcos los títulos de licenciado y doctor en medicina, salió Salvany de la Ciudad de los Reyes el 28 de enero de 1807 con dos niños hacia Puno (en el Lago Titicaca), a donde llega a fines de 1808, recibiendo el agradecimiento de los pueblos donde realizó las vacunaciones. A pesar de vómitos de sangre frecuentes, llegó a La Paz donde comunica a la corona que ya ha vacunado a 197.004 personas en el Alto Perú (lo que hoy es Bolivia).
La ya frágil salud de Salvany se agrava por el cansancio del viaje. Si en Colombia había perdido la visión de un ojo, las crónicas cuentan que en estas alturas del viaje sufría de malaria, difteria y tuberculosis, además de tener la muñeca derecha mal curada después de habérsela dislocado. Aun con todo siguió adelante con su misión y vacunó en La Paz, Oruro y Cochabamba. Pretendía llegar hasta Buenos Aires, en el Virreinato del Río de la Plata, pero el 21 de julio de 1810 fallecía de sus varias enfermedades. Murió a los 34 años de edad y fue enterrado en la iglesia de San Francisco de Cochabamba.
En 1809 la vecina Sucre se había rebelado contra la metrópoli, aunque en enero de 1810 los realistas habían retomado el control. Pronto le seguirían otras como la misma Cochabamba. En estas circunstancias, y muerto el director, la expedición de la vacuna se diluyó. Pero el legado que dejó en América no debe caer en el olvido. Se calcula que fueron vacunadas alrededor de un millón de personas. Si la llegada de los españoles trajo involuntariamente la viruela a América, en el momento que se tuvo remedio se preparó la primera misión sanitaria que ha conocido el mundo, pocos años antes de que las colonias se independizaran. José Salvany, durante siete años, había recorrido más de 18.000 kilómetros aplicando la vacuna entre los hispanoamericanos y su nombre queda inscrito entre los más grandes mártires de la medicina mundial.
En Barcelona, el edificio de Salud Pública de la calle Roc Boronat, 81, lleva su nombre. La OMS consideró mundialmente erradicada la viruela en el año 1990: Balmis y Salvany fueron quienes pusieron la primera piedra de este hito histórico para la Humanidad.